# چهار، پاکستان
چهار (به انگلیسی: Chhar) یک منطقهٔ مسکونی در پاکستان است که در خیبر پختونخوا واقع شده‌است. چهار ۱٬۴۳۷ متر بالاتر از سطح دریا واقع شده‌است.